# Gouden urn
De Gouden Urn procedure was een voorschrift en onderdeel van de Proclamatie van 29 Artikelen voor een Beter en meer Efficiënt Bestuur van Tibet. Deze proclamatie van de Qing-keizer Qianlong werd in 1793 afgekondigd, Het onderdeel over de Gouden Urn-procedure stelde vast dat voortaan de hoge lama's c.q. tulku's van met name de gelugtraditie binnen het Tibetaans boeddhisme geselecteerd en gekozen moesten worden via een loterijprocedure, waarbij een gouden urn werd gebruikt. De tekst van de proclamatie staat tot op de dag van vandaag gebeiteld in een pilaar (stele) van het Yonghetempel in Peking. De tekst is in vier talen: het Hanzi, Mantsjoe, Mongools en Tibetaans.

## Achtergrond
Het hanteren van reïncarnatie als instrument voor opvolging had in Tibet lange tijd goed gewerkt. De bekendste voorbeelden daarvan zijn de dalai lama en de pänchen lama. Vaak werden de meest getalenteerde kinderen als reïncarnaties geselecteerd. In de loop van met name de tweede helft van de 18e eeuw werd het systeem echter in belangrijke mate geperverteerd door toenemende gevallen van nepotisme. Er was sprake van de stichting van een toenemend aantal reïncarnatielijnen, waarvan de geselecteerde reïncarnaties binnen een afnemend aantal - vaak al aanzienlijke - families werden gevonden. Ook binnen de historische reïncarnatielijnen was dat verschijnsel waar te nemen. In de proclamatie gaf Qianlong daarvan een aantal voorbeelden.
In 1758 had Qianlong al bevolen dat voortaan de reïncarnaties van de Jabzandamba (de hoogste vertegenwoordigers van de gelug in Mongolië) alleen nog maar in Tibet gevonden zouden kunnen worden. Desondanks maakt het Tibetaans staatsorakel in 1774 bekend dat de reïncarnatie van de vierde Jabzandamba het te verwachten kind zal zijn van de op dat moment zwangere vrouw van de Mongoolse Tusheti Khan. Enige maanden later blijkt dat kind een meisje te zijn. Als de vierde Jabzandamba wordt dan uiteindelijke een neef van de zevende dalai lama geselecteerd.

## Aanleiding
De moeder van de zesde pänchen lama Lobsang Pälden Yeshe was een prinses uit het vorstenhuis van Ladakh. Twee broers van de pänchen lama waren ook hoge tulku's. De eerste was de Trungpa Tulku,ook een gelugrinpoche. De tweede was de tiende shamarpa Mipam Chödrub Gyatso. Een zuster van deze pänchen lama was de bekende vrouwelijke reïncarnatie Dorje Phagmo en een derde broer was de regent in historisch Tibet voor het noordelijk deel van Tibet. Deze zesde pänchen lama selecteerde de achtste dalai lama Jampäl Gyatso, die op zijn beurt zijn neef, Pälden Tenpey Nyima, koos als de zevende pänchen lama.
De tiende shamarpa was de tweede na de karmapa de belangrijkste tulku van de karma kagyü. De beide stromingen (kagyü en gelug hadden elkaar in de zeventiende eeuw hevig bestreden. De overwinnaars in de strijd (de gelugpa) hadden veel kloosters van de kagyü vernield dan wel geannexeerd.
Lobsang Pälden Yeshe reisde in 1780 op uitnodiging van de keizer naar Peking. Kort na aankomst overleed de zesde pänchen lama als gevolg van de pokken. De Chinese keizer Qianlong stelde hierop een grote hoeveelheid goud ter beschikking aan de broers en zuster van de overleden pänchen lama. De shamarpa vond dat hij in de verdeling van die rijkdom ernstig tekort werd gedaan, sloot een gelegenheidsalliantie met nog enkele anti-gelugpa krachten in Tibet en vluchtte naar Nepal. Gedurende zijn verblijf daar haalde hij de koning van Nepal over hem tegen beloning te assisteren, bij het alsnog verkrijgen van wat hij als zijn rechtmatig eigendom zag. Dit leidde tot twee invasies in Tibet door de gurkha's in 1788 en 1791. De zevende pänchen lama vluchtte en de Tibetanen waren niet in staat tot een georganiseerd en efficiënt antwoord. De komst van een omvangrijk Chinees leger was noodzakelijk om de Gurkha's weer het land uit te zetten. Hierna kreeg de shamarpa de schuld van de ellende en legde men hem een verbod tot reïncarnatie op dat tot 1963 standhield.
Meer in het algemeen was Qianlong echter van opvatting dat het ontstaan van dit conflict en het onvermogen van de Tibetaanse autoriteiten weerstand te bieden in belangrijke mate aan het ontstane nepotisme in de selectie van de hoge lama's te wijten was. Op basis van die opvatting vaardigde hij de Proclamatie van 29 maatregelen voor een Beter en meer Efficiënt Bestuur van Tibet uit.
Het feit, dat de Gurkha's vorig jaar, opgehitst door de Shamarpa, Tibet plunderden is het heldere bewijs voor de corruptie van en in het instituut tulku door het monopoliseren ervan binnen slechts enkele clans. Toen ik troepen verzamelde om hen (  bedoeld worden de Gurkha's ) te straffen, onderwierpen zij zich onmiddellijk uit angst voor verdere straffen en zo werd Tibet weer bevrijd. Maar als de waardigheid van het instituut tulku generaties slechts wordt overgedragen binnen dezelfde clans, is dat egoïsme . Wat heeft de Boeddha te maken met egoïsme? Dit moet daarom beëindigd worden.
Vanwege deze redenen heb ik een gouden urn laten ontwerpen en maken en die naar Tibet gezonden. Wanneer voortaan een tulku geselecteerd moet worden, zullen de namen van alle daarvoor in aanmerking komende personen geschreven worden en in de urn worden gedaan. Het lot zal beslissen welke persoon geselecteerd wordt. Ik realiseer mij, dat ik ook op deze wijze misbruik niet geheel kan uitsluiten, maar dit schijnt mij wel eerlijker toe dan de vorige methode waarbij slechts één persoon zijn wil kan doordrijven. — Keizer Qianlong in Proclamatie van 29 Artikelen voor een Beter en meer Efficiënt Bestuur van Tibet"

## De gevolgen van de gouden urn procedure
Qianlong schonk twee gouden urns. De eerste aan het Jokhang-klooster in Lhasa en te gebruiken voor de selectie van hoge lama's in Tibet en een tweede aan het Yonhegong-klooster in Peking en te gebruiken voor de selectie van tulkus in Binnen-Mongolië en Buiten-Mongolië. De belangrijkste daarvan waren de Changkya Koetoektoe en de Jebtsumdamba Koetoektoe.
Het was de bedoeling dat de procedure met de gouden urn voor de selectie van de dalai lama's zou gaan gelden vanaf de selectie van de negende dalai lama, Lungtog Gyatso. Deze werd uiteindelijk gekozen uit twee kandidaten waarbij de gouden urn niet werd gebruikt. De traditie wil dat het kind zoveel kenmerken van een incarnatie van de dalai lama bezat, dat men de keizer Jiaqing in 1808 verzocht heeft van de gouden urn procedure te mogen afzien. Die stemde daarin toe. De gouden urn werd wel toegepast bij de selectie van de tiende, elfde en twaalfde dalai lama. Bij de selectie voor de dertiende dalai lama werd opnieuw een verzoekschrift aan de keizer Guangxu tot het afzien van het gebruik van de gouden urn gedaan dat werd ingewilligd.
De regent van Tibet, de Reting rinpoche Jampäl Yeshe Gyaltsen, zond in september 1938 een telegram aan de regering van Kwomintang-China, waarin hij meldde dat er drie kandidaten voor de reïncarnatie van de dertiende dalai lama waren. Hij verzocht de Chinese regering een delegatie te zenden om samen met de regent de procedure van de gouden urn uit te voeren. Als gevolg van de activiteiten van de islamitische warlord Ma Bufang die Qinghai beheerste, duurde het nog ruim een jaar voordat de veertiende dalai lama in Lhasa arriveerde. In januari 1940 arriveerde ook Wu Zhongxin, het hoofd van de Commissie voor Mongoolse en Tibetaanse Zaken van de Kwomintang. Hij ontdekte dat de keus voor de kandidaat al gemaakt was en hij voor een voldongen feit stond. De regent had nog wel in een brief van 26 januari 1940 aan Wu Zhongxin verzocht om af te zien van het gebruik van de gouden urn en akkoord te gaan met de kandidaat. Wu Zhongxin telegrafeerde de Kwomingtang-regering hierover en op 5 februari 1940 gaf de Chinese regering zijn fiat hieraan.
Hoewel Tibetaanse en Chinese bronnen hierover relatief eensluidend schrijven, is de historische interpretatie is heel verschillend. De Chinese geschiedschrijving ziet het als een bevestiging dat de selectie van ook de veertiende dalai lama gelegitimeerd werd door het wereldlijke gezag van een autoriteit die zich zelf beschouwde als de opvolger van de keizerlijke dynastie. De Tibetaanse interpretatie komt erop neer, dat men om de lieve vrede te bewaren enige protocollaire handelingen had verricht, maar ondertussen zelf voldongen feiten had gecreëerd. Die laatste interpretatie is zonder twijfel ook juist. Het geeft echter ook aan dat er in Tibet na 30 jaar de facto onafhankelijkheid toch nog een belangrijke factie was, die de band met China wenste te handhaven.

## Gang van zaken bij gouden urn procedure
Meestal was er sprake van drie kandidaten. In de biografie van de twaalfde dalai lama wordt de gang van zaken uitgebreid beschreven. De gouden urn werd vanuit het Jokhang-klooster naar het Potala-paleis gebracht en geplaatst voor het portret van de keizer Qianglong. Op de dertiende dag daarna kwamen de regent en de Chinese amban met hun gevolg. De secretaris van de amban schreef de namen van ieder van de drie kandidaten op een tablet ; aan de ene kant in het Mantsjoe en aan de andere kant in het Tibetaans. Na controle door regent en amban werden de tabletten in de urn gedaan. Daarna volgde een uitgebreid ceremonieel. Uiteindelijk werd een van de tabletten uit de urn getrokken en de naam daarop was dan de naam van de volgende dalai lama. Dit ceremonieel zal vergelijkbaar uitgevoerd zijn in de andere gevallen dat de gouden urn werd toegepast.
Een Tibetaanse lijst van 1814 maakt melding van in totaal toen negentien reïncarnaties die op deze wijze waren geselecteerd. Daaronder waren ook enkele uit reïncarnatielijnen van de tradities van de kagyü en de nyingma. In de eerste helft van de negentiende eeuw werden in Centraal-Tibet het merendeel van de hoge reïncarnaties op deze wijze geselecteerd. In de tweede helft van die eeuw werd minder gebruik gemaakt van de toepassing van de gouden urn. De laatste keer dat de gouden urn tijdens de Qing-dynastie werd gebruikt was in 1908, drie jaar voor de val van het keizerrijk. Gedurende de gehele periode tussen 1793 en 1911 is de procedure van de gouden urn in Centraal-Tibet dertig maal toegepast, veertien maal in Peking voor Mongoolse tulkus en eveneens voor Mongoolse tulkus zesenzeventig keer in Mongolië zelf.

## Toepassing vanaf eind twintigste eeuw
De procedure van de gouden urn was onderdeel van het conflict tussen de Volksrepubliek China en de veertiende dalai lama met betrekking tot de selectie van de elfde pänchen lama in 1995. De dalai lama selecteerde de kandidaat Gendün Chökyi Nyima, waarbij de Chinese autoriteiten hem verweten, dat hij vanuit de ballingschap eenzijdig de keus voor de kandidaat bekend had gemaakt zonder dat hiervoor legitimatie was verkregen van de autoriteit die zich ten aanzien van dit aspect opnieuw zag als de opvolger van de keizerlijke dynastie. De situatie leidde ertoe dat de Chinese autoriteiten een eigen kandidaat stelden, Gyancain Norbu, die in 1995 via de procedure van de gouden urn uit drie kandidaten werd geselecteerd.
In 2007 heeft het Chinese Bureau van religieuze zaken heeft een maatregel uitgevaardigd waarin op grond van bepaalde criteria vooraf toestemming moet worden verkregen om een zoektocht naar een nieuwe incarnatie te organiseren. Vervolgens moet de organisatie van die zoektocht ook aan een aantal criteria voldoen. Artikel 8 (van de in totaal 14) spreekt uit dat voor tulkus uit reïncarnatielijnen die historisch gezien door middel van de gouden urn geselecteerd werden dit nu ook dient te gebeuren, tenzij er vooraf toestemming is verkregen dit niet te doen.

## Selectieprocedure bij de bön
De bönreligie is een vorm van boeddhisme die zich in Tibet naast het Tibetaans boeddhisme heeft ontwikkeld.
De Menri trizen is de geestelijk leider van de bön. In religieus perspectief wordt de keus gemaakt door dharmapala's, wezens die de dharma en daarmee het boeddhisme beschermen tegen aanvallen van buitenaf. Zij maken hun keus voor de Menri trizen kenbaar via een divinatieprocedure, die zeer veel gelijkenis vertoont met de procedure van de Gouden urn, maar is een eigen gekozen systeem binnen de bön.
In de procedure van de Menri trizen wordt uit 10 geshe's geselecteerd die verondersteld worden geschikte eigenschappen en vaardigheden te hebben om abt van het Menri-klooster te worden. De namen van ieder van de 10 lama's wordt op een papier geschreven en in een bal van tsampa geduwd. Ieder van die 10 ballen wordt in een urn gedaan en na dagen van gebed en ritueel worden uit de urn drie van die ballen geschud. Met die drie ballen wordt het proces herhaald totdat er uiteindelijk één bal overblijft waarin de naam van de volgende geestelijk leider van de bön.